# فرانکو آکوستا
فرانکو آکوستا ماچادو (اسپانیایی: Franco Acosta Machado‎؛ زادهٔ ۵ مارس ۱۹۹۶ - درگذشته ۸ مارس ۲۰۲۱) بازیکن فوتبال اهل اروگوئه بود که در پست مهاجم بازی می‌کرد.

## مرگ
در ۶ مارس ۲۰۲۱، یک روز پس از ۲۵ سالگی او، آکوستا که تلاش داشت به همراه برادرش با شنا کردن، از آب‌گذر پندو واقع در بخش کنلونس اروگوئه عبور کند، ناپدید شد. دو روز بعد، در ۸ مارس ۲۰۲۱، جسد وی پیدا شد و در همان صحنه مرگ او اعلام شد.